# Osredek (gmina Cerknica)
Osredek – wieś w Słowenii, w gminie Cerknica. W 2018 roku liczyła 54 mieszkańców.